# Carena de la Baga del Coll
La Carena de la Baga del Coll és una serra situada al municipis de Borredà a la comarca del Berguedà i el de Les Llosses a la comarca del Ripollès, amb una elevació màxima de 961 metres.